# Fahrpersonalverordnung
Die deutsche Fahrpersonalverordnung (FPersV), die auf Grund von § 2 Nr. 3 FPersG (Fahrpersonalgesetz) erlassen wurde, enthält Regelungen für den Bereich der Güterbeförderung durch Kraftfahrzeuge mit einem zulässigen Gesamtgewicht über 2,8 t und bis zu 3,5 t sowie den Bereich der Personenbeförderung mit Fahrzeugen, die für die Beförderung von mehr als neun Personen geeignet sind und im Linienverkehr mit einer Linienlänge bis zu 50 km eingesetzt sind. Sie füllt damit eine Lücke, die von dem in Deutschland ansonsten unmittelbar geltenden europäischen Recht. Die FPersV regelt insoweit die Lenk- und Ruhezeiten im nationalen Bereich, die Zertifizierungsinfrastruktur, den Einsatz des Kontrollsystems nach EG-Verordnungen und das zentrale Kontrollgerätkartenregister, sie enthält schließlich mit Bußgeld bewehrte Ordnungswidrigkeitentatbestände.

## Lenk- und Ruhezeiten

### Tageskontrollblatt
Das Tageskontrollblatt, auch sog. Fahrtenbuch für Lenk- und Ruhezeiten genannt, muss nach § 1 Abs. 6 FPersV als Persönliches Kontrollbuch nach dem Muster des Anhangs zum Europäischen „Übereinkommen über die Arbeit des im internationalen Straßenverkehr beschäftigten Fahrpersonals“  (AETR) geführt werden. Fahrer von Fahrzeugen zur Güterbeförderung mit einem zulässigen Gesamtgewicht von mehr als 2,8 t bis zu 3,5 t müssen gem. § 1 FPersV für das Gebiet der Bundesrepublik Deutschland die Lenk- und Ruhezeiten einhalten und müssen ein persönliches Kontrollblatt führen. Ist ein EG-Kontrollgerät bzw. ein Fahrtenschreiber (Tachograph) im Fahrzeug vorhanden, dann muss dieser auch in diesen Fällen benutzt werden (§ 1 Abs. 7 FPersV).

### Aufzeichnungs- und Archivierungspflichten
Aufgrund dieser Verordnung müssen die Fahrer Aufzeichnungen über die Lenkzeiten, alle sonstigen Arbeitszeiten, die Lenkzeitunterbrechungen und die Ruhezeiten anfertigen. Soweit kein Kontrollgerät (Tachograph) im Fahrzeug verbaut ist, genügt eine manuelle Aufzeichnung auf speziellen Tageskontrollblättern. Wenn in dem Fahrzeug ein Kontrollgerät, egal ob analog oder digital, verbaut ist, muss dieses verpflichtend benutzt werden. Für ein analoges Kontrollgerät sind entsprechende Schaublätter (sog. Tachoscheiben) zu verwenden. Für die Bedienung des digitalen Kontrollgerätes (digitaler Tachograph) sind Fahrerkarten erforderlich, auf denen die erfassten Daten gespeichert werden.
Die manuellen Tageskontrollblätter und die Schaublätter des analogen Kontrollgerätes muss der Unternehmer (Arbeitgeber) gemäß § 1 Abs. 6 FPersV ein Jahr aufbewahren und nach Ablauf der Aufbewahrungsfrist bis zum 31. März des folgenden Kalenderjahres vernichten, soweit dem nicht andere Aufbewahrungspflichten (z. B. nach dem Arbeitszeitgesetz) entgegenstehen. Die zweijährige Archivierungsfrist nach § 2 Abs. 5 FPersV a.F. für Daten, welche das digitale Kontrollgerät im geräteinternen Massenspeicher und auf der Fahrerkarte aufzeichnet, ist am 31. Januar 2008 entfallen. Eine Archivierungsfrist ist nicht mehr bestimmt. Unverändert besteht für den Unternehmer aber die Verpflichtung die Daten, welche auf der Fahrerkarte gespeichert sind, spätestens alle 28 Tage auszulesen und eine Sicherheitskopie im Betrieb abzuspeichern. Er muss diese Daten überprüfen und bei Verstößen den Fahrer entsprechend unterrichten. Die Daten, welche im Massenspeicher des digitalen Kontrollgerätes gespeichert sind, müssen spätestens alle 90 Tage kopiert und im Betrieb gespeichert werden. Von den kopierten Daten muss des Weiteren eine Sicherungskopie auf einem gesonderten Datenträger angefertigt werden (§ 2 Abs. 5 FPersV). Seit dem 31. Januar 2008 gibt es zudem die Verpflichtung des Unternehmens, Daten über von zuständigen Personen durchgeführte Kontrollen ein Jahr aufzubewahren (§ 2a FPersV).